# Soldati fantasma giapponesi

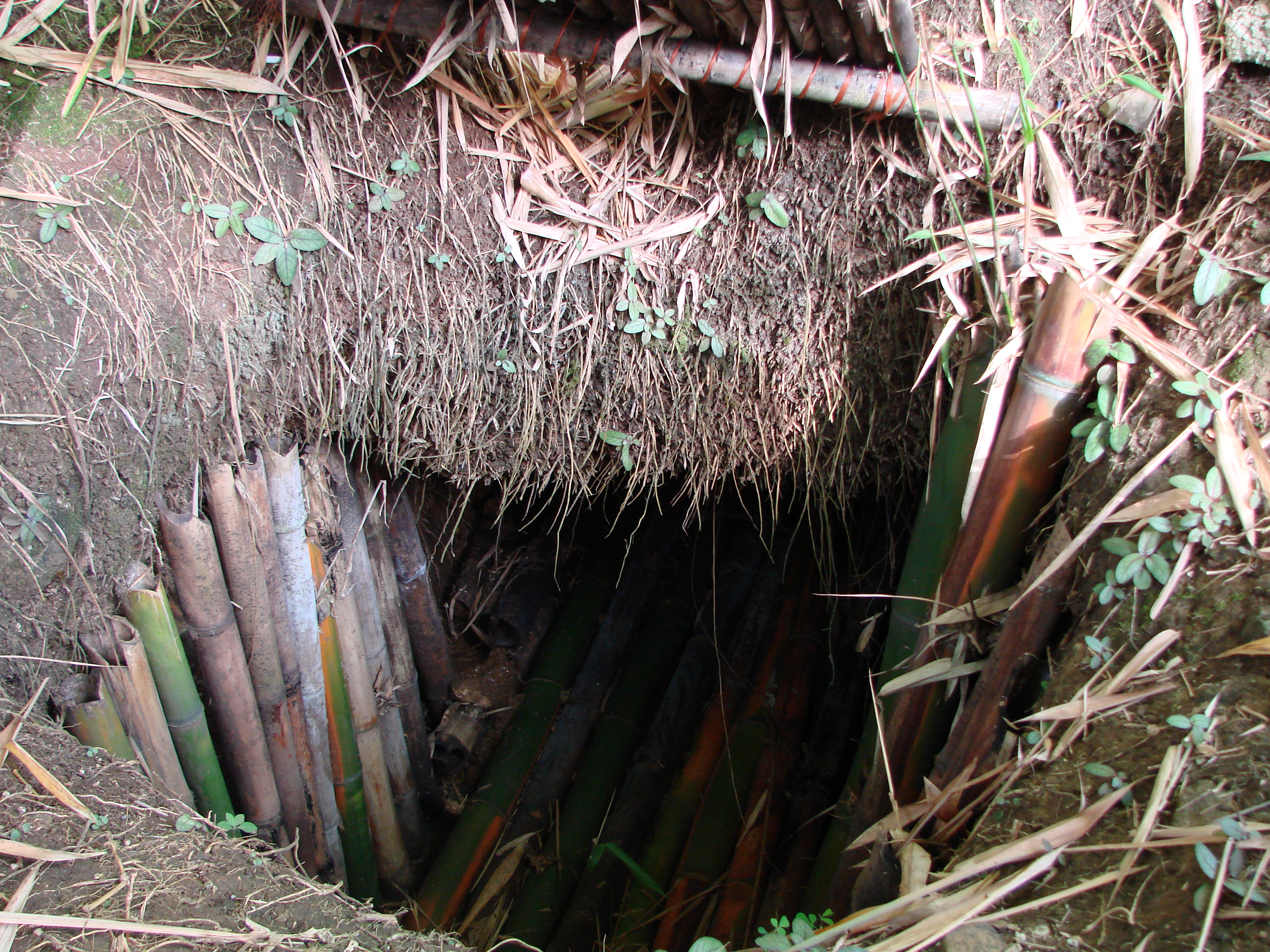
Riproduzione del rifugio ove il sergente Shōichi Yokoi visse per 28 anni sull'isola di Guam

Con il termine soldati fantasma giapponesi o resistenti giapponesi (in inglese Japanese holdouts o Japanese stragglers) si indicano i membri dell'esercito e della marina nipponica che non obbedirono all'ordine di resa imposto dagli Alleati, formalmente entrato in vigore il 2 settembre 1945. Il termine giapponese per riferirsi a loro è zan-ryū Nippon hei (残留日本兵? lett. "soldati giapponesi lasciati indietro").
I motivi per cui questi militari non obbedirono all'ordine di arrendersi agli Alleati sono vari: fedeli al rigido codice etico del Bushido, che considerava profondamente disonorevole la resa al nemico, molti soldati giapponesi ritennero impensabile che la loro nazione si fosse arresa, arrivando a considerare come propaganda le varie comunicazioni che annunciavano la fine della guerra; altri, tagliati fuori dalle loro unità dopo le offensive degli Alleati, semplicemente non vennero mai a conoscenza della fine del conflitto o, se ne vennero a conoscenza, scelsero di non rientrare in patria. Molti di loro continuarono ad attuare azioni di guerriglia contro l'esercito statunitense o contro altre forze locali (in particolare contro l'esercito e le forze di polizia delle Filippine), ma altri scelsero di restare nascosti in zone inaccessibili o in appositi rifugi.
Il 15 agosto 1945, quando l'imperatore Hirohito accettò formalmente la richiesta di resa avanzata dagli Alleati e ne diede comunicazione alla nazione, i servizi segreti statunitensi stimarono in 550.000 uomini l'ammontare delle truppe nipponiche ancora in armi poste al di fuori del territorio nazionale giapponese (Corea e Formosa incluse), con un ulteriore milione e 600.000 militari dislocati in Cina e Manciuria e ancora impegnati in scontri con le forze sovietiche e cinesi. Fra la metà di settembre ed il dicembre 1945 la maggioranza di queste truppe si arrese pacificamente alle truppe alleate mandate a disarmarle, ma alcuni gruppi, soprattutto nelle Filippine, continuarono con le azioni di guerriglia ancora per molti mesi. La quasi totalità dei soldati fantasma fu catturata, uccisa in scontri a fuoco, morì per cause naturali, o si arrese nella seconda metà degli anni quaranta, ma singoli individui o piccoli gruppi isolati furono capaci di resistere per molti altri anni.

## Casi accertati

### 1945-1949

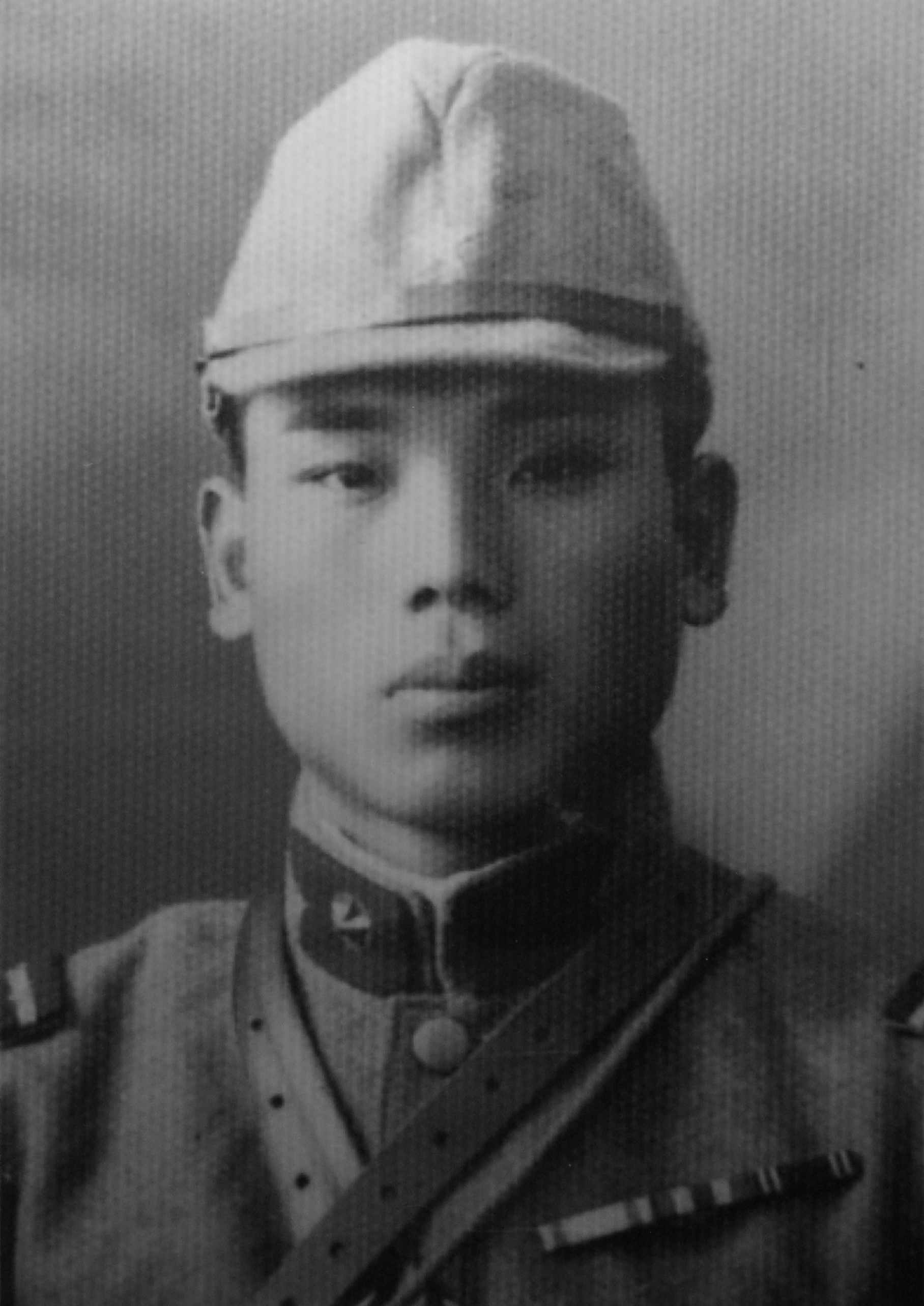
Il capitano Sakae Ōba in un ritratto del 1937

- Il 1º dicembre 1945 sull'isola di Saipan si arrende il capitano Sakae Ōba con un gruppo di quarantasei militari; la sua è l'ultima unità organizzata giapponese ad arrendersi dalla fine della battaglia di Saipan, ufficialmente conclusa il 9 luglio 1944.
- Il 20 gennaio 1946 soldati giapponesi si scontrano con elementi della polizia filippina poco fuori la capitale Manila; a seguito di questo e di altri scontri del genere viene avviata nel febbraio dello stesso anno una massiccia operazione di rastrellamento, condotta da reparti militari filippini ed americani. Dieci giapponesi, otto americani e due filippini rimangono uccisi negli scontri.
- In una data imprecisata del 1946 alcuni soldati francesi uccidono il maggiore Sei Igawa, arruolatosi volontario nel movimento guerrigliero indocinese del Viet Minh.
- Ai primi di aprile 1946 quaranta giapponesi si arrendono ai soldati filippini sull'isola di Lubang.
- Verso la fine del marzo 1947 alcuni soldati giapponesi attaccano le pattuglie della guarnigione americana dell'isola di Peleliu, tre anni e mezzo dopo la fine ufficiale della battaglia di Peleliu; consistenti rinforzi americani sono inviati sull'isola, ma solo l'invio di un ammiraglio giapponese convince il tenente Ei Yamaguchi ed il suo gruppo di ventisei soldati ed otto marinai ad arrendersi pacificamente il 22 aprile seguente[4].
- Nell'aprile 1947 quindici giapponesi si arrendono agli americani sull'isola filippina di Luzon, seguiti pochi giorni dopo da altri sette soldati sull'isola di Palawan.
- Il 13 agosto 1947 soldati olandesi catturano in un villaggio indonesiano il tenente di vascello Hideo Horiuchi, aggregatosi come ufficiale al locale movimento indipendentista.
- Il 27 ottobre 1947 si arrende l'ultimo componente della guarnigione giapponese di Guadalcanal, quattro anni e mezzo dopo la fine ufficiale della campagna.
- Nel gennaio 1948 si arrende sull'isola di Mindanao un gruppo di circa duecento giapponesi.
- Il 6 gennaio 1949 due mitraglieri giapponesi, Matsudo Linsoki e Yamakage Kufuku, si arrendono spontaneamente ai soldati americani dislocati sull'isola di Iwo Jima, quasi quattro anni dopo la fine della battaglia di Iwo Jima[2].

### 1950-1959
- Il 20 maggio 1950 è ucciso in combattimento in Indocina il maggiore Takuo Ishii, unitosi ai guerriglieri del Viet Minh.
- Nel marzo 1950 il soldato scelto Yūichi Akatsu si arrende nel villaggio filippino di Looc, sull'isola di Lubang.
- Il 30 giugno 1951 si arrende sull'isola disabitata di Anatahan un gruppo di diciannove giapponesi, militari e civili (tra cui una donna); il gruppo, finito sull'isola dopo l'affondamento della nave su cui viaggiavano, era già stato scoperto nel febbraio 1945, ma si era ostinatamente rifiutato di arrendersi. La resa avvenne solo dopo il recapito di un messaggio inviato dal governatore della prefettura di Kanagawa.[5]
- In una data imprecisata del 1953 è catturato sull'isola di Tinian il soldato Murata Susumu.[6]
- Nel maggio 1954 il caporale Shōichi Shimada, componente di un gruppo formato da Akatsu, Kozuka e Hiroo Onoda, è ucciso sull'isola di Lubang in uno scontro a fuoco con i soldati filippini.
- Nell'agosto 1954, al termine della guerra d'Indocina, il tenente Kikuo Tanimoto fa ritorno in Giappone dopo avere prestato servizio nel Viet Minh.

### 1960-1969
- Intorno alla metà del maggio 1960 alcuni boscaioli sull'isola di Guam catturano il soldato Bunzō Minagawa; il 23 maggio seguente viene convinto ad arrendersi anche il sergente Tadashi Itō, compagno di Minagawa. I due si erano dati alla macchia fin dalla conclusione della battaglia di Guam, nell'agosto del 1944[2].

### 1970-1979

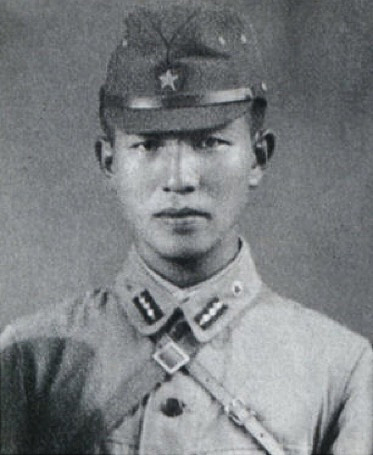
Il tenente Hiroo Onoda nel 1944

- Il 24 gennaio 1972 si arrende sull'isola di Guam il caporale Shōichi Yokoi, ultimo componente del gruppo del sergente Tadashi Itō; sono passati trentuno anni dalla sua partenza dal Giappone, ventotto dei quali passati a nascondersi nella giungla.
- Nell'ottobre del 1972 il soldato scelto Kinshichi Kozuka è ucciso in uno scontro a fuoco contro poliziotti filippini sull'isola di Lubang.
- Nel marzo 1974 si arrende sull'isola di Lubang il tenente Hiroo Onoda, ultimo componente del gruppo formato da Akatsu, Shimada e Kozuka; il tenente, in possesso della sua spada regolamentare, di un fucile e di alcune bombe a mano ancora efficienti, si arrende solo dietro esplicito ordine del suo ufficiale superiore (il maggiore Yoshimi Taniguchi), giunto appositamente sull'isola. Onoda era stato dichiarato legalmente morto quindici anni prima[2].
- Il 18 dicembre 1974 viene recuperato sull'isola indonesiana di Morotai il soldato Teruo Nakamura, scoperto qualche giorno prima da un aereo da ricognizione; poiché Nakamura non è giapponese ma nato a Formosa, il governo nipponico non gli conferisce nessun riconoscimento speciale, ma si limita a versargli gli arretrati della sua paga di soldato, pari a 227 dollari[2].

### 1980-1989
- Sul finire del 1989 i soldati Kiyoaki Tanaka e Shigeyuki Hashimoto si consegnano spontaneamente alle autorità nel sud della Thailandia; i due erano a conoscenza della fine della guerra, ma avevano scelto di unirsi ai guerriglieri comunisti della Malaysia, rimanendo con essi fino al loro scioglimento. I due erano gli unici sopravvissuti di un gruppo di circa duecento giapponesi, civili e militari, che si era unito ai guerriglieri al termine del conflitto.[7]

## Casi non confermati
A parte i precedenti ci fu una serie di avvistamenti e casi non confermati su militari giapponesi ancora nascosti su isole disabitate e in zone di giungla fitta. Nel gennaio del 1997 venne annunciato il ritrovamento del soldato Noubo Sangrayban, scoperto sull'isola di Mindoro da un'équipe di esploratori occidentali interessata alla vita degli indigeni Mangyan. In seguito, tuttavia, venne accertato che Sangrayban non era nemmeno giapponese. Nel maggio 2005 venne comunicato il ritrovamento di altri due soldati, indicati con i nomi di Yoshio Yamakawa e Tsuzuki Nakauchi, ormai ultraottantenni, sull'isola di Mindanao; la notizia venne poi smentita dalle autorità giapponesi. Altri avvistamenti non confermati vennero segnalati in Nuova Guinea nel 1949, a Rabaul nel 1975 e a Vella Lavella, nelle Isole Salomone, nel 1989.

## Nel cinema
- Nel film Chi trova un amico trova un tesoro (1981), diretto dal regista Sergio Corbucci, i due protagonisti Alan Lloyd (Terence Hill) e Charlie O'Brian (Bud Spencer) trovano un tesoro su un'isola sperduta e custodita da un soldato fantasma giapponese di nome Kamasuka.
- Nel film L'ultimo viaggio dell'arca di Noè (1980), prodotto dalla Walt Disney, i protagonisti vengono assaliti da due soldati giapponesi che non sanno che la guerra è finita.
- Nel film Duello nel Pacifico (1968), i protagonisti sono un pilota giapponese e un pilota statunitense dati per dispersi su un'isola deserta e che non sanno che la guerra è finita.